# Суперкубок Мальты по футболу
Суперкубок Мальты по футболу — матч между победителем чемпионата и обладателем Кубка. Трофей разыгрывается перед стартом нового сезона.

## Результаты
Чемпион страны указан первым
- 1985 : Рабат Аякс 2-0 Зуррик
- 1986 : Рабат Аякс 4-2 Хибернианс
- 1987 : Хамрун Спартанс 3-0 Валлетта
- 1988 : Хамрун Спартанс 1-0 (д.в.) Слима Уондерерс
- 1989 : Слима Уондерерс 3-3 (д.в., 6-7 по пен.) Хамрун Спартанс
- 1990 : Валлетта 3-0 Слима Уондерерс
- 1991 : Хамрун Спартанс 1-1 (д.в., 6-5 по пен.) Валлетта
- 1992 : Валлетта 0-2 Хамрун Спартанс
- 1993 : Флориана 4-1 Валлетта
- 1994 : Хибернианс 2-2 (д.в., 5-4 по пен.) Флориана
- 1995 : Хибернианс 2-2 (д.в., 5-6 по пен.) Валлетта
- 1996 : Слима Уондерерс 0-0 (д.в., 3-2 по пен.) Валлетта
- 1997 : Валлетта 5-2 Биркиркара
- 1998 : Валлетта 2-0 Хибернианс
- 1999 : Валлетта 2-1 Биркиркара
- 2000 : Биркиркара 0-3 Слима Уондерерс
- 2001 : Валлетта 2-1 Слима Уондерерс
- 2002 : Хибернианс 0-1 (д.в.) Биркиркара
- 2003 : Слима Уондерерс 0-2 Биркиркара
- 2004 : Слима Уондерерс 1-3 (д.в.) Биркиркара
- 2005 : Слима Уондерерс 0-3 Биркиркара
- 2006 : Биркиркара 2-1 Хибернианс
- 2007 : Марсашлокк 1-3 Хибернианс
- 2008 : Валлетта 2-0 Биркиркара
- 2009 : Хибернианс 0-1 Слима Уондерерс
- 2010 : Биркиркара 2-3 (д.в.) Валлетта
- 2011 : Валлетта 3-0 Флориана
- 2012 : Валлетта 3-1 Хибернианс
- 2013 : Биркиркара 3-2 Хибернианс
- 2014 : Биркиркара 2-1 Валлетта
- 2015 : Хибернианс 2-1 Биркиркара
- 2016 : Валлетта 2-1 Слима Уондерерс
- 2017 : Хибернианс 0-1 Флориана

## Победители
| Клуб                         | Титулы |
| ---------------------------- | ------ |
| Валлетта                     | 11     |
| Биркиркара                   | 7      |
| Хамрун Спартанс              | 5      |
| Слима Уондерерс и Хибернианс | 3      |
| Рабат Аякс                   | 2      |
| Флориана                     | 2      |